# Gege (Inkhundla)
Gege ist ein Inkhundla (Verwaltungseinheit) im Westen der Region Shiselweni in Eswatini. Es ist 559 km² groß und hatte 2007 gemäß Volkszählung 18.196 Einwohner.

## Geographie
Das Inkhundla liegt im Westen der Region Shiselweni, westlich des Flusses Makondo, an der Grenze zu Südafrika. Im Osten erheben sich mehrere Berge bis auf über 1200 m Höhe: Hlabeni Kop (⊙, 1366 m), Molingane Kop (⊙, 1312 m), Ntabankulu Kop (⊙, 1239 m). Nach Südosten setzt sich diese Bergkette mit Inkonjane Kop (⊙, 1096 m) und den Mahamba Mountains (⊙, 1299 m) fort, wo auch das Schutzgebiet Mahamba Protected Landscape liegt.
Hauptverkehrsader im Inkhundla ist die MR 13.
Der nächstgelegene Grenzübergang ist Bothashoop mit Anschluss nach Piet Retief in Südafrika.

## Gliederung
Der Bezirk gliedert sich in die Imiphakatsi (Häuptlingsbezirke) Dilini, KaDinga, KaTsambekwako, Mashobeni South, Mhlahlweni, Mlindazwe, Nashomanti, Nsukazi, Sidwala, Sisingeni und Sipendle/Mjikijelweni.